# 中國婦女健康事務
中國婦女健康事務（英語：Women's health in China）談的是中華人民共和國（PRC）的女性健康相關事務，這些與中國的男性健康事務，在很多方面有所不同。一般來說，健康在世界衛生組織（WHO）憲章中的定義是 “一種完全身、心、以及社會的幸福健康的狀態，而不僅僅是未生病或者虛弱的狀態。”中國婦女健康，很大程度上是取決於中國過去七十年的歷史背景和經濟發展而來，從歷史的角度看待中國婦女的健康狀況，就需要研究改革開放之前（1949-1978），和1978年改革開放以後，在兩個不同階段裡面，衛生政策及其成果。
總體而言，自PRC在1949年成立以來，中國的婦女健康狀況有顯著改善，從嬰兒死亡率（IMR），生活品質指數（PQLI）等多項指標均顯示有進步。 但是，由於中國傳統上對性別不平等的意識形態，加上中國政治體系複雜，在婦女健康事務的各方面（例如生殖健康和愛滋病），挑戰仍在增長中。

## 歷史

### 改革開放前（1949-1978）
中國共產黨在1949年接管中國後，他們建立一個公共醫療體系，稱為農村合作醫療制度（CMS），致力配合中國龐大的農村人口的需求。CMS有三個階層：赤腳醫生，鄉鎮衛生所，和縣級醫院。1970年代末，超過90％的農村地區都受到CMS所覆蓋。CMS對於中國人民的健康（包括女性健康）做了大幅改善。
Yu Mei-yu等人的研究（發表在1997年的Women's health status and gender inequality in China），女性嬰兒死亡率從1953年的每一千名活產嬰兒在1歲前死亡170名，下降到1957年的136名，女性平均出生時的預期壽命從 1949年的44.8歲上升到1975年的67.1歲。但是Judith Banister的研究與中國人口普查所顯示的情況相反，至少從 1975年以來，女性的嬰兒死亡率高於男性。Yu Mei-yu等人的研究，認為男女之間的嬰兒死亡率差異可能是中國傳統意識形態偏愛兒子的結果，這可能會導致女嬰受到遺棄、不平等待遇、或者暴力行為。

### 改革開放後（1979年迄今）
自1978年以來，中國一直有系統地從社會主義經濟體制轉向資本主義體制。為了提高效率和改善生活水準，中國實施影響深遠的改革：去集體化和做土地使用權改革、提倡鄉鎮企業、國有部門改革、鼓勵外商直接投資政策、以及貿易自由化。實施這些政策讓中國走向市場經濟，然後更進一步發展，以確保他們能加入世界貿易組織（WTO）。
許多人都稱讚這些政策的重大成功，在促進經濟增長的同時，因為貧困減少，生活水準提高。中國對於他們的經濟轉型，採取的是漸進和高度規範的方式，而且中國的轉型比其他社會主義國家更早開始。它仍在轉變之中。中國的措施造成巨大的成長，中國的國內生產總值（GDP）也繼續以驚人的速度增長，這些政策也導致醫療衛生權力下放，以及私有化。中國婦女的健康事務，就是在這種經濟轉型中普遍受到影響的領域之一。

#### 健康和宿舍生活
隨著市場開放，婦女獲得新的就業機會。這些新的工作機會主要集中在服務業和紡織業。截至2007年，中國婦女就業的人數為3.3億，佔總工作人口的46.7％，他們大多數從事農業或工業部門的工作，在工業部門的又高度集中於製衣業。在2019年，中國就業婦女佔總工作人口的43.7%，婦女的就業參與率從1990年的高峰（73.2%）降到2019年的60.5%，2019年的男性就業參與率為75.3% 。
這些行業提供婦女宿舍住宿。宿舍裡面充斥的都是外地工人，要不是受到僱用，這些婦女不可能在都市地區居住。年輕婦女是外地工人中的主力，他們佔服裝、玩具、和電子製造行業就業人數的70％以上。這些被稱為“打工妹”的婦女通常是短期工，合同期短，在合同期滿後她們或者要找別的工作，或者被迫回鄉下老家。這種類型的勞動合同讓這些打工妹看來很容易被取代，因此他們沒什麼討價還價的能力。
這種宿舍生活讓女性幾乎是長期留在工廠裡面。他們不需要通勤，工作時間延長以滿足生產的需要。在宿舍環境中，病假和個人健康少受到關注。由於擔心工廠主管的懲戒，女性經常會忽略自己的健康狀況。此外，如同紀錄片《中國藍》中所所表達的，如果一名婦女在受僱期間懷孕，她或者馬上被解僱，或者在嬰兒出生後不久被迫辭職，因為她將無法履行工作的要求。僅在2009年裡面，就有超過20,000名中國工人在這些宿舍生活中生病，而其中大多數是年輕女性。在宿舍裡，女性員工的時間不屬於自己。隨著他們融入工廠生活，他們幾乎完全由這些工廠東家和管理者的父權式的控制。由於婦女居住在 8至20人一間的宿舍房間裡面，共用宿舍房間之間，或者樓層之間的公共衛浴設施，那種衛生條件和傳染疾病威脅到他們的健康。唯一分配到的私人空間是被簾子遮蓋住的個人舖位。男性和女性工人分開居住，對兩者的性行為都有嚴格的控制。對於這些遠離家鄉並置於高度限制的環境裡面的女工，那種環境不僅對身體健康不利，對於心理健康也構成不小的威脅。這些變化的確讓中國得以實現空前的經濟增長，但許多行業的私有化，也迫使中國必須改革他們的醫療衛生政策。

#### 工資歧視降低醫療衛生機會
與男性相比，女性獲得醫療衛生服務的另一個限制因素是她們的工資相對較低。中國自我宣傳是幾乎沒性別歧視，但女性在工資方面卻低於男性。政府吹捧“同工同酬”的說法，但是婦女在紡織行業的工作不等同需要“繁重”勞力的工作，因為婦女被認為無力做“繁重”的工作，她們最終的收入就是低於男性。這種不平等待遇讓婦女經濟能力薄弱，支付個人醫療衛生的能力也連帶受到影響。有49.6％的婦女沒醫療保險的覆蓋，這表明的是婦女和沒有醫療保險的男性之間差距不大。但是缺乏醫療保險，對男人和女人造成的影響不同，婦女需求會較大的原因，是為了分娩、家庭照顧、和提供安全保障。社會保障的覆蓋也是一個因素，因為只有37.9％的婦女有社會保障的覆蓋；老年婦女無力支付日益增加的醫療費用，又是個問題。隨著貿易管制放鬆和私有化，導致醫療衛生的成本增加，研究顯示，上述因素把中國婦女獲得醫療衛生的能力大幅降低。

### 加入世界貿易組織（2001年迄今）
人們推測中國加入世界貿易組織（WTO）之後，經濟發展會受到進一步刺激，國內市場結構為之改善，但人們也擔心加入WTO會凸顯中國的勞動力過剩問題，一旦中國進入全球市場，國有企業冗員過多的情況惡化而被認為為“績效不彰”。此外，研究顯示中國的勞動力女性雖然僅佔40％，而下崗工人中卻有60％是女性，表明進入WTO後，女性比男性更容易受到淘汰。
在2008年的統計數據顯示，男性身體健康的情況好過女性。但這種情況是否由於中國變化中的經濟所造成，並未有解釋。

## 醫療衛生政策
中國在轉向市場經濟的過渡期間，醫療衛生系統發生巨大變化。隨著轉型，政府把城市衛生服務責任交由衛生部和勞動和社會保障部兩個部會共同分擔（譬如1980年代初期，生育控制的責任由衛生部轉往勞動和社會保障部）。工業市場既已自由化，醫療衛生系統也跟著自由化，變得許多公民失去公共保險覆蓋，加上縱然有醫療保險覆蓋，由於報銷率不足，他們不得不用自付費用的方式來負擔部分的醫療費用。中國加入WTO，所提出的新貿易政策，因為市場開放而面臨外國的競爭。導致更好的藥物和更昂貴的醫療設備的進口，反而造成護理費用變得更昂貴。讓許多急需醫療服務的中國人望高價而卻步。
在1970年代後期到1990年代後期之間，中國政府提供用於醫療衛生的經費下降50％，並且仍在繼續下降。中國個人在這方面的支出卻在增加，國家在醫療衛生上的支出從1980年佔總支出的36.4％下降到2003年的15.3％。相反的，同一時期，個人在這方面的支出佔比從23.2％增加到60.2％。如上所述，在中國，女性的平均收入低於男性，因此女性特別容易受到醫療衛生費用上漲的影響。調查人員Jieyu Liu採訪的一位老年婦女說，她認識許多老年婦女，當她們面對昂貴的療程時，會選擇自殺，避免增加家庭的負擔。
婦女除在性別上處於不利地位之外，由於中國幅員廣大，農村婦女更受到醫療衛生服務不足之苦。根據Xiaobo ZHANG等人的研究，農村地區的醫療衛生設施更為匱乏。1980年，城市每千人的病床數和醫事人員分別為4.57床和7.82人，而農村地區只有1.48床和1.81人。多年來，這種差距日益擴大。此外，農村地區的嬰兒死亡率顯著高於城市，到2000年，這一差距在兩者間達到2.1倍。同期，女嬰死亡率與男嬰死亡率從原來的0.9倍增加到1.3倍。更嚴重的是由於農村地區的家庭偏愛男嬰，因此在1990-2000年期間，農村地區的女嬰死亡率從每千名有34.9名上升到36.7名。根據世界銀行資料，中國2018年的嬰兒死亡率為每千名活產為7.4名，其中男嬰為7.8名 ，女嬰為6.9名 

## 婦女健康

### 生殖健康

#### 產前
隨著經濟向自由市場體系轉變，女性健康事務中最大困擾之一是產前檢查這一項。公司私有化之後，不太可能提供免費的預防醫學服務，因此，定期產前檢查被取消。從1997年至2007年，只有38%或39％的婦女獲得所需的檢查。
就各自的健康指標而言，城鄉婦女之間的差距也日益擴大。健康指標顯示，2003年，城市婦女中有96.4％的婦女在懷孕期間去看醫生，而農村婦女中有85.6％。在城市地區5歲以下兒童的死亡率為每千名有14名，而農村則是每千名有39名，農村兒童在5歲以前死亡的機率是城市地區的兩倍以上。 還有更多的傳統性別價值觀也會減少女性尋求醫療衛生服務。一項研究顯示，大多數婦女仍然不願意因為有婦科的問題而去尋求醫療幫助。不願定期接受陰道和乳房檢查，導致嚴重的陰道感染，和晚期才發現乳癌的情況。婦女拒絕接受陰道檢查的原因，是因為如果她們受到感染，她們身為婦女的身份將受到質疑，因為他們由照顧別人的角色會顛倒成為被照顧的患者。根據報導，婦女發現有感染之後，通常不認為自己患有疾病，而將這些感染推測就是婦女狀況的一部分。由於醫療衛生系統和健康信息不足，這些態度普遍存在，並且繼續傳播。

#### 產後
“坐月子”在中國傳統上被認為對婦女的產後健康有重大幫助。這種做法被西方學者稱為“產後禁閉”，是包含一系列日常從特殊飲食到限制性活動的做法，目的在幫助產後婦女從分娩的創傷復原身體。人們認為這種做法可幫助婦女恢復體內的“平衡和諧”，可預防日後某些疾病的發生。
但研究人員對於這種傳統做法對於婦女是有益，或是會發生功能失調，引起激烈的辯論。Shu-Shya Heh等研究發現，“坐月子”期間，因有家人高度的支持，可讓婦女減少罹患產後憂鬱症的可能。 但有其他研究顯示，這種傳統做法中的某些元素會危害產後婦女健康，例如缺乏日光照射，或者是營養不均衡。

### 愛滋病
中國的愛滋病罹患率也在上升中，從1998年的15.3％，上升到 2004年的32.3％。急劇上升的原因是對於這種疾病缺乏認識，和缺乏教育，因為多年以來，愛滋病毒被認為是一種不會影響中國人健康的西方疾病。由於這種言論，中國自己缺乏準備去處理由愛滋病毒所產生的社會和健康問題。中國在1990年代曾嘗試推動安全性教育，以及倡導性工作者使用保險套的做法，但這些做法多半是象徵性，缺乏實際效果。一方面，中國某些省份的政府宣布禁止愛滋病患者結婚，或者擔任教師和醫生的工作。這種對愛滋病受害者的缺乏知識的印象，對於尤其是婦女和同性戀者傷害尤其嚴重，因為她們被認為是傳染愛滋病的帶原者。
最近引起注意的跡像是，兩性之中，女性在新愛滋病感染率的上升。中國的衛生部和聯合國艾滋病聯合規劃署資料顯示，在 1995-1997年間，報告的感染比率從5名男性對1名婦女，增加到2001年的4名男性對1名婦女。在1999年至2008年的期間，感染愛滋病毒的婦女比例是前10年的兩倍。非營利組織人口參考局所作的分析，把這種上升的原因歸結為三方面：婦女的身體脆弱性、這種疾病在中國透過性傳染病傳輸比率的飆升、以及中國婦女在社會的脆弱性地位。根據報導，中國兩性感染愛滋病毒的比率到2015年，大約還是維持在4名男性對1名婦女，而死亡率則是維持在3名男性對1名婦女。具體來說，由於女性陰道的生理結構，無保護的性行為會讓女性罹患愛滋病毒感染的風險，是男性的2-4倍。另外，在過去的幾十年中，作為愛滋病感染指標之一的性傳染病傳播率，在中國也呈上升趨勢，而外地來的，或者商業色情行業的年輕女性特別容易受到性傳染的侵害。

### 進食障礙
研究顯示，中國年輕女性對自己身體的不滿程度很高。中國與世界其他地區一樣，女性的進食障礙症狀也明顯高於男性。在各種預測因素中，社會壓力和遭受取笑，對女性看待自己的體重，產生很大的影響力。Sing Lee等人的研究發現，在如香港的發達地區，女性對體脂肪的關切程度比在中國更加嚴重。一些人將普遍發生在中國女性的進食障礙解釋成是中國社會現代化所產生的副作用。

### 自殺
中國自殺人數佔全世界的30％，並且是世界唯一女性自殺率高於男性的國家。根據Pin Qing在2008年發表的研究，全世界自殺的女性中，中國約佔56％。一些解釋指出，中國普遍存在的性別歧視，是女性高自殺率的主要原因。
中國社會的許多傳統觀念，例如強調婦女的照顧家庭和傳宗接代的功能，都讓婦女處於弱勢地位。在2017年8月，一位馬姓26歲的孕婦，由於丈夫的家人不同意她作剖腹產後，從醫院的窗戶跳下。夫家家人之拒絕馬姓女子的要求，是因為他們認為剖腹產會讓她難以生下第二個孩子。這項事件引起對於婦女在家庭中的地位，以及在進行中的的兩胎化政策的有關宣傳的激烈辯論。
近年來，中國的女性自殺率已從原來每10萬人中有26.1人下降到2000年的每10萬人中有15.7人。城市地區的女性自殺者和男性自殺者比率從1.2倍下降到0.96倍。研究人員Paul S. F. Yip將這種改善歸於在1990-2000的十年期間的快速現代化，讓生活水準，教育水準之類大幅提高的緣故。
但需要注意的是中國農村的自殺率是城市的三倍，而在農村地區的女性自殺率下降並不顯著。Liu Meng在中國農村的田野研究顯示，女性有時會利用自殺作為表示反叛的手段，這是一種取得他們生前時無法擁有的影響和權力的方式。這與農村地區相當極端家庭父權式壓迫有關。

### 親密暴力
根據William Parish等人的研究。2004年，在中國有19％的女性受訪者表示經歷過親密暴力對待，而在男性受訪者中則只有 3％表示曾有類似的經歷。研究顯示，兩者關係存在時間的長短，和女性較低的社會經濟地位，均與男性對女性施以暴力，呈正相關的關係，而在中國內陸或北方地區的受訪者中，這種暴力的情況比較常見。
這種親密暴力會對女性的身心健康造成嚴重的負面影響。 Henrica A F M所做過的多國研究顯示，遭受親密暴力的婦女中，有19-55％確實是受到伴侶的傷害，她們發生精神疾病（如情緒困擾）的風險會更高。

## 進一步閱讀
- Chen, C. C., and Frederica M. Bunge. Medicine in Rural China : A Personal Account. Berkeley:  University of California Press, 1989.
- China.  Population and Family Planning: Laws, Policies and Regulations.  Population and Social Integration Section, Emerging Social Issues Division, United Nations Economic and Social Commission for Asia and the Pacific.10 May 2005.（页面存档备份，存于）.
- Banister, J. China Quarterly.109 (1987): 126–7.JSTOR 653411
- F., T. "Fertility Control and Public Health in Rural China: Unpublicized Problems." Population and Development Review 3.4 (1977): 482–5.JSTOR 1971687
- Hong, Lawrence K. "The Role of Women in the People's Republic of China: Legacy and Change." Social problems 23.5 (1976): 545–57.JSTOR 800477
- Hooper, Beverley. "China's Modernization: Are Young Women Going to Lose Out?" Modern China 10.3 (1984):317-43.JSTOR 189018
- Wegman, Myron E., et al. Public Health in the People's Republic of China; Report of a Conference. New York: Josiah Macy, Jr. Foundation, 1973. Public Health in the People's Republic of China; Report of a Conference. New York: Josiah Macy, Jr. Foundation, 1973.

## 外部連結
- All-China Women's Federation（页面存档备份，存于）